# Francesco Zet
| Årets häst    |               |                  |
| 2021          | 2022          | 2023             |
| Calgary Games | Francesco Zet | Joviality        |
| Timo Nurmos   | Daniel Redén  | Sabine Kagebrant |

Francesco Zet, född 12 juni 2018, är en svensk varmblodig travhäst, tränad av Daniel Redén och körd av Örjan Kihlström.

## Bakgrund
Francesco Zet är en brun hingst efter Father Patrick och under Shaqline (efter Credit Winner). Han föddes upp av Brixton Medical AB och ägs av Stall Zet. Han tränas av Daniel Redén och körs av Örjan Kihlström.

## Karriär
Francesco Zet började tävla i maj 2021 och inledde karriären med tre raka segrar. Han har till augusti 2023 sprungit in 18,4 miljoner kronor på 23 starter, varav 21 segrar och 1 andraplats. Karriärens hittills största segrar har kommit i Svenskt Trav-Kriterium (2021), Breeders' Crown (2021, 2022), Konung Gustaf V:s Pokal (2022), Prix Readly Express (2022), Sprintermästaren (2022), Svenskt Travderby (2022) och Margaretapokalen (2023). Han har även kommit på andraplats i Korta E3 (2021).
Francesco Zet slog världsrekord med kusken Örjan Kihlström i Sundsvall Open Trot 2024 då han vann på tiden 1.09,4.

## Utmärkelser

### Hästgalan
Vid den svenska Hästgalan i februari 2022 vann Francesco Zet utmärkelsen "Årets 3-åring" 2021. Året efter vann han utmärkelsen "Årets häst".
| År   | Nominerad       | Resultat | Ref.  |
| ---- | --------------- | -------- | ----- |
| 2021 | "Årets 3-åring" | 1        | [ 3 ] |
| 2022 | "Årets 4-åring" | 1        | [ 4 ] |
| 2022 | "Årets häst"    | 1        | [ 4 ] |